# Saint-Georges-le-Fléchard
Saint-Georges-le-Fléchard – miejscowość i gmina we Francji, w regionie Kraj Loary, w departamencie Mayenne.
Według danych na rok 1990 gminę zamieszkiwało 189 osób, a gęstość zaludnienia wynosiła 22 osób/km² (wśród 1504 gmin Kraju Loary Saint-Georges-le-Fléchard plasuje się na 1063. miejscu pod względem liczby ludności, natomiast pod względem powierzchni na miejscu 1064.).